# La Radiolina
La Radiolina es el cuarto álbum de estudio de Manu Chao como solista, publicado el 3 de septiembre de 2007. Italia, vio un lanzamiento anticipado del álbum el 30 de agosto. El título del álbum La Radiolina significa "la pequeña radio" en italiano, refiriéndose a una radio de transistores de tamaño pequeño. "Rainin in Paradize", el primer sencillo del álbum, se disponía antes de su lanzamiento oficial para su descarga en su página web. El sencillo cuenta con un video musical dirigido por el cineasta serbio Emir Kusturica. También hay un video de la canción "Me llaman Calle", con Manu Chao tocando en un bar local. Este álbum ha superado el millón de discos vendidos.

## Idiomas y estilo
El álbum es principalmente cantado en español. "Politik Kills", "Rainin in Paradize", "The Bleedin Clown" y las dos primeras líneas de "Siberia" están en inglés; "Besoin de la Lune" y "Panik Panik" son en francés; "A Cosa" está en italiano, y "Amalucada Vida" es en portugués brasileño.
Musicalmente, el álbum presenta una marca registrada del estilo de Manu Chao en su nueva utilización de las mismas pistas de apoyo instrumentales con melodías y letras diferentes:
- "Rainin In Paradize", "El Kitapena", "Siberia" y "Mama Cuchara" todas tienen la misma pista de acompañamiento, que es ligeramente más pesado y roquero que el habitual estilo de Manu Chao, con guitarras distorsionadas, interpretados por Madjid Fahem.
- "El Hoyo" y "Panik Panik" son similares en estilo a las canciones anteriores, pero los acordes son ligeramente diferentes.
- Otros temas del álbum sólo se acoplan mediante el uso de la misma música: "13 Días" y "Besoin de la Lune"; "Politik Kills" y "Mundorévès"; "A Cosa" y "Amalucada Vida"; "The Bleedin Clown" y "Y Ahora Qué?", que al mismo tiempo tienen la misma melodía de guitarra como "Tristeza Maleza", pero en un acorde diferente.
- "Piccola Radiolina" es una versión editada instrumental de "Mala Fama".
- "Soñé Otro Mundo" es un breve fragmento instrumental de "Otro Mundo".
- "Me Llaman Calle" y "La Vida Tómbola" cuentan con los mismos acordes y el mismo patrón de acompañamiento, aunque la música es no exactamente idéntica.

Un proceso similar de "reciclaje" también afecta a algunas de las letras. "Tristeza Maleza" presenta la frase repetida "Infinita Tristeza", del álbum Próxima estación... Esperanza; la letra para "Besoin de la Lune" al principio apareció con la música diferente, y en una versión ligeramente más larga, en el álbum Sibérie m'était contéee; que el mismo álbum también incluye la letra original en francés de "Sibérie" (otra vez con la música diferente), que Chao en parte tradujo en Siberia; la letra para "Mama Cuchara" fue al principio escrito en Quito, Ecuador, durante un domingo lluvioso, y al principio apareció, con la música diferente, en el cortometraje Infinita Tristeza, incluido en la sección bonus Kikelandia del DVD de 2002 Babylonia en Guagua. Además, "13 Días" y "Otro Mundo" contienen frases que aparecen varias veces en el álbum anterior de Chao, como "Me hielo en la habitación / No tengo calefacción" en "13 Días" y "Calavera no llora / Serenata de amor" en "Otro Mundo". Las letras de las canciones "Panik Panik" y "Politik Kills" son las mismas que las de las pistas "Camions Sauvages" y "Politic Amagni", del álbum Dimanche à Bamako de Amadou & Mariam, que fue producido por Manu Chao.

## Lista de canciones
1. 13 Días
2. Tristeza Maleza
3. Politik Kills
4. Ranin in paradise
5. Besoin de la Lune
6. El Kitapena
7. Me Llaman Calle
8. A Cosa
9. The Bleedin Clown
10. Mundorévès
11. El Hoyo
12. La Vida Tómbola
13. Mala Fama
14. Panik Panik
15. Otro Mundo
16. Piccola Radiolina
17. Y Ahora Qué ?
18. Mama Cuchara
19. Siberia
20. Soñe Otro Mundo
21. Amalucada Vida

## Créditos[1]
- Manu Chao: Voz, guitarras y programaciones
- Madjid Fahem: Guitarras y bajo
- David Bourguigon: Guitarras
- Jean Michel Dercourt a.k.a. Gambeat: Bajo y vocales
- Roy Paci: Trompetas
- Angelo Mancini: Trompetas en "Politik Kills"
- Tonino Carotone: Vocales y harmo en "A Cosa"
- Amadou Bagayoko : Guitarra en "A Cosa"
- Cheik Tidiane: Teclados en "A Cosa"
- Flor: Voz en "A Cosa"
- Beatnik: Voz en "Tristeza Maleza"
- José Manuel Gamboa y Carlos Herrero: Guitarra española en "Me Llaman Calle"

Escrito, compuesto y producido por Manu Chao.

## Listas de éxitos
| Lista (2007)                                   | Posición máxima |
| ---------------------------------------------- | --------------- |
| Austrian Album Chart                           | 5               |
| Belgium Album Chart Ultratop (Flandes)         | 1               |
| Belgium Album Chart (Valonia)                  | 2               |
| Danish Album Chart                             | 20              |
| Dutch Album Chart                              | 10              |
| Finnish Album Chart                            | 13              |
| French Album Chart                             | 2               |
| Italian Album Chart                            | 2               |
| Mexican AMPROFON Album Chart                   | 10              |
| Norwegian Album Chart                          | 7               |
| Portuguese Album Chart                         | 11              |
| Spanish PROMUSICAE Album Chart                 | 1               |
| Swedish Album Chart                            | 4               |
| Swiss Album Chart                              | 1               |
| Estados Unidos U.S. Billboard Top Latin Albums | 1               |
| U.S. Billboard Top Canadian Albums             | 6               |
| U.S Billboard Independent Albums               | 7               |
| US Billboard Top Internet Albums               | 71              |
| U.S. Billboard 200                             | 71              |
| U.S. Billboard Top World Music Albums          | 1               |

| Lista (2007)                  | Posición máxima |
| ----------------------------- | --------------- |
| US Billboard Top World Albums | 14              |

| País           | Proveedor | Certificación | Ventas |
| -------------- | --------- | ------------- | ------ |
| Argentina      | CAPIF     | Oro           | 20,000 |
| Estados Unidos | RIAA      | Oro           | 50,000 |

### Sucesión y posicionamiento
| Predecesor: Aproximaciones de Pereza | Spanish PROMUSICAE Album Chart — Álbum N°. 1 9 de septiembre de 2007 - 15 de septiembre de 2007 | Sucesor: Sueños de un hombre despierto de Ismael Serrano |

| Predecesor: El cantante de Marc Anthony | U.S. Billboard Top Latin Albums — Álbum N°. 1 22 de septiembre de 2007 - 28 de septiembre de 2007 | Sucesor: Todo cambió de Camila |

| Predecesor: Todo cambió de Camila | U.S. Billboard Latin Pop Albums — Álbum N°. 1 22 de septiembre de 2007 - 28 de septiembre de 2007 | Sucesor: Todo cambió de Camila |